# Katerînivka, Peatîhatkî
Katerînivka (în ucraineană Катеринівка) este un sat în comuna Bilenșciîna din raionul Peatîhatkî, regiunea Dnipropetrovsk, Ucraina.

## Demografie
Componența lingvistică a localității Katerînivka
     Ucraineană (96,61%)
     Rusă (3,39%)
Conform recensământului din 2001, majoritatea populației localității Katerînivka era vorbitoare de ucraineană (96,61%), existând în minoritate și vorbitori de rusă (3,39%).